# 박경익
박경익(한국 한자: 朴慶益, 1991년 8월 13일 ~ )은 대한민국의 축구 선수이다.